# Giải thưởng Điện ảnh Hồng Kông lần thứ 19
Giải thưởng Điện ảnh Hồng Kông lần thứ mười chín được tổ chức ngày 16 tháng 4 năm 2000 tại Hong Kong Coliseum, Hồng Kông.

## Danh sách các đề cử và giải thưởng
| Phim hay nhất                              | Phim hay nhất          | Phim hay nhất |
| Phim                                       | Tên tiếng Anh          |               |
| ------------------------------------------ | ---------------------- | ------------- |
| Thiên ngôn vạn ngữ (千言萬語)              | Ordinary heroes        |               |
| Tế lộ tường (細路祥)                       | Little Cheung          |               |
| Sinh hỏa (鎗火)                            | The Mission            |               |
| Tinh nguyện (星願)                         | Fly me to Polaris      |               |
| Giây phút đoạt mệnh (暗戰)                 | Running out of time    |               |
| Đạo diễn xuất sắc nhất                     |                        |               |
| Đạo diễn                                   | Phim                   |               |
| Đỗ Kì Phong                                | Sinh hỏa               |               |
| Đỗ Kì Phong                                | Ám chiến               |               |
| Lâm Linh Đồng                              | Mục lộ hung quang      |               |
| Trương Ngải Gia                            | Tâm động               |               |
| Hứa An Hoa                                 | Thiên ngôn vạn ngữ     |               |
| Kịch bản hay nhất                          |                        |               |
| Biên kịch                                  | Phim                   |               |
| Trương Ngải Gia Quan Hạo Nguyệt            | Tâm động               |               |
| Diệp Cẩm Hồng                              | Bán chi yên            |               |
| Du Nãi Hải Laurent Courtiaud Julien Carbon | Ám chiến               |               |
| Trần Quả                                   | Tế lộ tường            |               |
| Trần Kiện Trung                            | Thiên ngôn vạn ngữ     |               |
| Nam diễn viên chính xuất sắc nhất          |                        |               |
| Diễn viên                                  | Phim                   |               |
| Lưu Đức Hoa                                | Giây phút đoạt mệnh    |               |
| Tằng Chí Vĩ                                | Bán chi yên            |               |
| Hoàng Thu Sinh                             | Thiên ngôn vạn ngữ     |               |
| Lưu Thanh Vân                              | Mục lộ hung quang      |               |
| Ngô Trấn Vũ                                | Bạo liệt hình cảnh     |               |
| Nữ diễn viên chính xuất sắc nhất           |                        |               |
| Diễn viên                                  | Phim                   |               |
| La Lan                                     | Bạo liệt hình cảnh     |               |
| Diệp Đức Nhàn                              | Bổn tiểu hài           |               |
| Lý Lệ Trân                                 | Thiên ngôn vạn ngữ     |               |
| Lương Vịnh Kì                              | Tâm động               |               |
| Trương Bá Chi                              | Tinh nguyện            |               |
| Nam diễn viên phụ xuất sắc nhất            |                        |               |
| Diễn viên                                  | Phim                   |               |
| Địch Long                                  | Lưu tinh ngữ           |               |
| Tạ Quân Hào                                | Thiên ngôn vạn ngữ     |               |
| Lâm Tuyết                                  | Sinh hỏa               |               |
| Lộ Bỉ                                      | Tế lộ tường            |               |
| Hứa Thiệu Hùng                             | Ám chiến               |               |
| Nữ diễn viên phụ xuất sắc nhất             |                        |               |
| Diễn viên                                  | Phim                   |               |
| Ngô Gia Lệ                                 | Lưu tinh ngữ           |               |
| Kim Yến Linh                               | Tâm động               |               |
| Kim Yến Linh                               | Bán chi yên            |               |
| Bảo Khởi Tĩnh                              | Thiên ngôn vạn ngữ     |               |
| Hà Siêu Nghi                               | Tử vũ phong bạo        |               |
| Diễn viên mới xuất sắc nhất                |                        |               |
| Diễn viên                                  | Phim                   |               |
| Trương Bá Chi                              | Tinh nguyện            |               |
| Trương Bá Chi                              | Vua hài kịch           |               |
| Phạm Văn Phương                            | Chân tâm thoại         |               |
| Diêu Nguyệt Minh                           | Tế lộ tường            |               |
| Nhậm Hiền Tề                               | Tâm nguyện             |               |
| Chỉ đạo hành động xuất sắc nhất            |                        |               |
| Chỉ đạo                                    | Phim                   |               |
| Đổng Vĩ                                    | Tử vũ phong bạo        |               |
| Lý Trung Chí                               | Đặc cảnh tân nhân loại |               |
| Thành Long Thành Gia Ban                   | Pha lê tôn             |               |
| Trịnh Gia Sinh                             | Sinh hỏa               |               |
| Lâm Địch An                                | Trung Hoa anh hùng     |               |